# Ciężki Lodospad
Ciężki Lodospad (słow. Ľadospad z Ťažkého plesa) – lodospad na Ciężkiej Siklawie w słowackich Tatrach Wysokich, spadający z progu Doliny Ciężkiej (Ťažká dolina) – odgałęzienia Doliny Białej Wody (Bielovodská dolina). Tworzą go wody Ciężkiego Potoku (Ťažký potok) po wypłynięciu z Ciężkiego Stawu (Ťažké pleso).
Nachylenie Ciężkiego Lodospadu dochodzi do 90°. Przez lodospad prowadzi taternicka droga wspinaczkowa o trzech wyciągach mających łączną długość 110 m. Na pierwszym wyciągu nachylenie wynosi 60°. Wyciąg ten kończy się na skalnej półeczce. Drugi wyciąg ma długość 30 m, nachylenie 80-90°, a jego najwyższa część 70°. Na lewej ściance są zamontowane punkty asekuracyjne (śruby i haki). Trzeci wyciąg ma początkowo nachylenie około 60°, a w najwyższej części około 40°.
Autorem nazwy lodospadu jest Władysław Cywiński. Po raz pierwszy lodospad został zdobyty prawdopodobnie w latach 80. XX wieku. Pierwsze pewne przejście: Maciej Chmieliński i Wojciech Lewicki 7 stycznia 1994 roku. Obecnie Dolina Ciężka to zamknięty dla turystów i taterników obszar ochrony ścisłej Tatrzańskiego Parku Narodowego i wspinaczka jest zabroniona.